# Authon-Ébéon
Authon-Ébéon és un municipi francès situat al departament del Charente Marítim i a la regió de la Nova Aquitània. L'any 2007 tenia 388 habitants.

## Demografia

### Població
El 2007 la població de fet d'Authon-Ébéon era de 388 persones. Hi havia 180 famílies de les quals 56 eren unipersonals (28 homes vivint sols i 28 dones vivint soles), 76 parelles sense fills, 40 parelles amb fills i 8 famílies monoparentals amb fills.
La població ha evolucionat segons el següent gràfic:
Habitants censats

### Habitatges
El 2007 hi havia 224 habitatges, 186 eren l'habitatge principal de la família, 19 eren segones residències i 19 estaven desocupats. 216 eren cases i 3 eren apartaments. Dels 186 habitatges principals, 131 estaven ocupats pels seus propietaris, 48 estaven llogats i ocupats pels llogaters i 7 estaven cedits a títol gratuït; 6 tenien una cambra, 8 en tenien dues, 21 en tenien tres, 50 en tenien quatre i 101 en tenien cinc o més. 144 habitatges disposaven pel capbaix d'una plaça de pàrquing. A 99 habitatges hi havia un automòbil i a 74 n'hi havia dos o més.

### Piràmide de població
La piràmide de població per edats i sexe el 2009 era:
| Homes | Edats   | Dones |
| ----- | ------- | ----- |
| 0     | 95 o +  | 0     |
| 4     | 90 a 94 | 12    |
| 4     | 85 a 89 | 4     |
| 0     | 80 a 84 | 12    |
| 8     | 75 a 79 | 8     |
| 16    | 70 a 74 | 16    |
| 4     | 65 a 69 | 8     |
| 12    | 60 a 64 | 20    |
| 12    | 55 a 59 | 16    |
| 24    | 50 a 54 | 16    |
| 16    | 45 a 49 | 12    |
| 8     | 40 a 44 | 8     |
| 12    | 35 a 39 | 16    |
| 4     | 30 a 34 | 8     |
| 16    | 25 a 29 | 20    |
| 4     | 20 a 24 | 0     |
| 8     | 15 a 19 | 8     |
| 4     | 10 a 14 | 8     |
| 16    | 5 a 9   | 20    |
| 8     | 0 a 4   | 4     |

## Economia
El 2007 la població en edat de treballar era de 232 persones, 158 eren actives i 74 eren inactives. De les 158 persones actives 149 estaven ocupades (80 homes i 69 dones) i 9 estaven aturades (3 homes i 6 dones). De les 74 persones inactives 41 estaven jubilades, 17 estaven estudiant i 16 estaven classificades com a «altres inactius».

### Ingressos
El 2009 a Authon-Ébéon hi havia 175 unitats fiscals que integraven 390 persones, la mediana anual d'ingressos fiscals per persona era de 14.571 €.

### Activitats econòmiques
Dels 11 establiments que hi havia el 2007, 1 era d'una empresa extractiva, 1 d'una empresa alimentària, 1 d'una empresa de fabricació d'altres productes industrials, 3 d'empreses de construcció, 2 d'empreses de comerç i reparació d'automòbils, 1 d'una empresa d'hostatgeria i restauració, 1 d'una empresa de serveis i 1 d'una empresa classificada com a «altres activitats de serveis».
Dels 5 establiments de servei als particulars que hi havia el 2009, 1 era un taller de reparació d'automòbils i de material agrícola, 1 paleta, 2 electricistes i 1 perruqueria.
Dels 2 establiments comercials que hi havia el 2009, 1 era una botiga de menys de 120 m² i 1 una fleca.
L'any 2000 a Authon-Ébéon hi havia 29 explotacions agrícoles que ocupaven un total de 1.176 hectàrees.

## Equipaments sanitaris i escolars
El 2009 hi havia una escola maternal integrada dins d'un grup escolar amb les comunes properes formant una escola dispersa.

## Poblacions més properes
El següent diagrama mostra les poblacions més properes.